# Giacomo Filippo Tomasini
Giacomo Filippo Tomasini (Padova, 17 novembre 1595 – Cittanova d'Istria, 13 giugno 1655) è stato un vescovo cattolico, letterato, storico ed erudito italiano.

## Biografia
I suoi genitori si chiamavano Giacomo Tomasini e Ippolita Panizzola. Ricevette una prima educazione da Benedetto Benedetti, un giureconsulto e teologo che diverrà in seguito vescovo di Caorle. All'età di quindici anni entrò nell'ordine dei Canonici Regolari di San Giorgio in Alga a Venezia. Studiò teologia all'università di Padova conseguendo il dottorato nel 1619. Rimase verosimilmente a Padova, città nella quale fu sorpreso nel 1633 da una epidemia di peste, a causa della quale si rifugiò a Cortelà, sui Colli Euganei, dove si dedicò alla stesura di alcune delle sue opere più importanti, Petrarcha redivivus, una biografia di Francesco Petrarca, e Prodromus Athenarum patavinarum. Tomasini si dedicò a opere erudite, in particolare alla raccolta delle biografie dei più illustri letterati del passato. Si tratta in genere di raccolte di aneddoti; ciononostante Tomasini è inserito di solito fra i primi storici della letteratura italiana. Attorno a lui si creò un fecondo ambiente di studio, ricerca e amicizie letterarie che vide il frequentarsi di illustri uomini della cultura del suo tempo tra i quali ricordiamo: il teologo, letterato, astronomo e fisico Giuseppe Ballo (il "Phoebus allisus"), il teologo e grecista Leone Allacci, il filosofo Antonio Rocco, i letterati Giovanni Argoli e Bartolomeo Tortoletti.
Nel 1639 fu nominato primo visitatore del suo ordine religioso con sede a Roma. Strinse amicizia con alcuni illustri uomini di curia, in particolare col cardinale Francesco Barberini, cui dedicò il trattato di archeologia De donariis et tabulis votivis (1639). Nel De donariis Tomasini esamina le offerte votive dei Romani. Tomasini spiega le loro origini facendo ampio uso delle antiche iscrizioni che conservano diversi tipi di dediche, come quelle fatte da genitori, vergini o marinai. Tra i suoi materiali cita varie epigrafi inedite per le quali ringrazia il Doni, anche se la sua interpretazione del materiale epigrafico può sembrare talvolta tendenziosa: cita ad esempio una dedica fatta al Santuario di Diana sul Lago Nemi da un uomo e da sua moglie per affermare che la dea Diana era protettrice delle coppie sposate. Oltre alle iscrizioni, Tomasini utilizza anche testimonianze visive non testuali, indicative della tendenza dell'archeologia seicentesca a ricorrere sempre più spesso alle illustrazioni sui monumenti romani e a piccoli oggetti privi di iscrizioni per  ottenere informazioni sulla vita e i costumi degli antichi.
Tomasini curò l'edizione delle opere inedite delle umaniste Cassandra Fedele, la più illustre donna di lettere del primo Cinquecento e Laura Cereta.
Per ricompensarlo dei suoi servigi il cardinale Barberini lo propose al papa Urbano VIII perché gli fosse assegnata la diocesi di Cittanova. Rimase a Cittanova d'Istria fino alla morte. È seppellito a Padova nella chiesa di Santa Maria in Vanzo.

## Genealogia episcopale
La genealogia episcopale è:
- Cardinale Guillaume d'Estouteville, O.S.B.Clun.
- Papa Sisto IV
- Papa Giulio II
- Cardinale Raffaele Riario
- Papa Leone X
- Papa Paolo III
- Cardinale Francesco Pisani
- Cardinale Alfonso Gesualdo
- Papa Clemente VIII
- Cardinale Pietro Aldobrandini
- Cardinale Laudivio Zacchia
- Cardinale Antonio Barberini, O.F.M.Cap.
- Cardinale Marcantonio Bragadin
- Vescovo Giacomo Filippo Tomasini, C.R.S.G.

## Opere

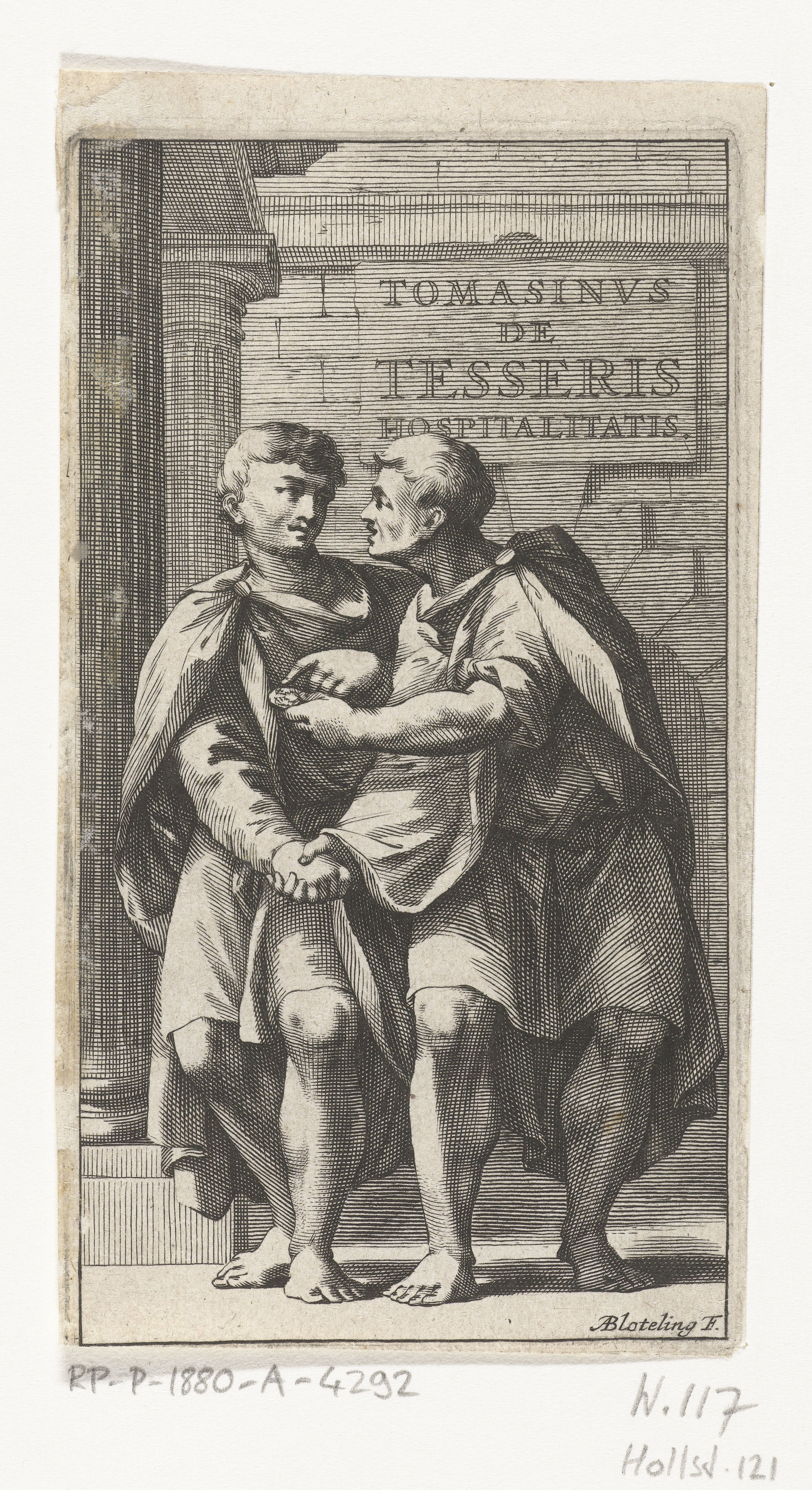
Antiporta del De tesseris hospitalitatis liber singularis, in quo jus hospitii universum, apud veteres potissimum, expenditur, Amsterdam, sumpt. A. Frisii, 1670.

- Discorso di Giacomo Filipo Tomasini mathematico, indrizato al clariss. sig. Benetto Capello, nel quale si ragiona dell'ecclisse lunare del presente anno 1616. & insieme delli effetti dell'ecclisse solare, che fu l'anno 1614. Doue si mostra la causa de presenti motti di guerra. Et dedicato al clariss. sig. Gierolimo Malipiero, dell'illustriss. sig. Bernardo, In Padoua : nella Martiniana, 1616
- Iacobi Philippi Tomasini, Elogia iconibus exornata illustriss. et reuerendiss. d.d. Io. Baptistae Agucchiae archiepiscopo Amasiensi, Patauii : apud Donatum Pasquardum, & socium, 1630
- Iacobi Philippi Tomasini Oratio de D. Hieronymi laudibus habita in ecclesia Canonicorum Saecularium D. Mariae ab Auantio inter missarum solemnia eius die festo. Ad excellentissimi Patauinae vrbis theologorum collegij doctores anno 1630. Quo decanum eiusdem collegij, & ecclesiae dictae priorem agebat, Patauii : apud Variscum Varisci ad Puteum Pictum, 1630
- Iacobi Philippi Tomasini T. Liuius Patauinus. Illustriss. & excellentiss. Dominico Molino Serenissimae Reipublicae Venetae senatori amplissimo D, Patauii : apud Variscum de Variscis : ad instantiam Donati Pasquardi, 1630
- V.C. Laurentii Pignorii Pat. canonici Taruisini historici, & philologi eruditissimi Bibliotheca, et Museum. Auctore Iac. Philippo Tomasino, Venetiis : apud Io. Petrum Pinellum typographum ducalem, 1632
- Prodromus Athenarum Patavinarum ad cives Patavinos, a Iacobo Philippo Tomasino emissus, 1633
- Gaudete quotquot estis nostri ordinis mystae, gaudete vnanimes summi in orbe nunuminis Vrbani 8. prouidentia datum congregationi canonicorum saeculatium S. Georgii ab Alga patrum Lucam Ant. Virilem s.r.e. cardinalem, Patauii : typis Criuellarianis, 1634
- Iacobi Philippi Tomasini Patauini, Petrarcha rediuiuus, integram poetae celeberrimi vitam iconibus aere celatis exhibens. Accessit nobilissimae foeminae Laurae breuis historia. Ad d. Ioan. Franciscum ex comitibus Guidijs a Balneo, Patauii : typis Liuij Pasquati, & Iacobi Bortoli : apud Paulum Frambottum, 1635 On-line: l'edizione del 1650
- V.C. Marci Antonij Peregrini i.c., D. Marci equitis, sereniss. Reipublicae Venetae a consilijs, et in celeberrimo Gymnasio Patavino iuris canonici professoris primarij, vita. Auctore Iac. Philippo Tomasino, Patauii : apud Paullum Frambrottum, 1636
- Bibliothecae Patauinae manuscriptae publicae & priuatae. Quibus diuersi scriptores hactenus incogniti recensentur, ac illustrantur. Studio & opera Iacobi Philippi Tomasini, Ad Franciscum Vitellium archiepiscopum Thessalonicensem, Vtini : typis Nicolai Schiratti, 1639
- Iacobi Philippi Tomasini, De donariis ac tabellis votiuis liber singularis. Ad eminentiss. principem Franciscum Barberinum, Vtini : ex typographia Nicolai Schiratti, 1639
- Annales canonicorum secularium S. Georgii in Alga auctore Philippo Tomasino Aemoniae episcopo, Vtini : typis Nicolai Schiratti, 1642
- Historia della B. Vergine di Monte Ortone, nella quale si contengono diuerse grazie e miracoli, l'origine della Congregazione dedicata al suo nome, e la Vita di fr. Simone da Camerino fondatore di essa, In Padoua : per Gio. Battista Pasquati, 1644
- Iacobi Philippi Tomasini, Elogia virorum literis & sapientia illustrium ad viuum expressis imaginibus exornata, Patauii : ex typographia Sebastiani Sardi, 1644
- De tesseris hospitalitatis. Liber singularis, in quo ius hospitii vniversum, apud veteres potissimum, expenditur. Auctore Iacobo Philippo Tomasino episcopo Aemoniensi, Vtini : ex typographia Nicolai Schiratti, 1647
- Iac. Phil. Tomasini, Parnassus Euganeus, siue Museum clariss. virorum, & antiquor. monumentorum simulacris exornatum. Ad cardinalem D.D. Dominicum Cechinum, Patauii : typis Sebastiani Sardi, 1647
- Manus Aeneae Cecropij votum referentis dilucidatio. Auctore Iacobo Philippo Tomasino Aemoniae praesule. Ad eminentiss. principem Federicum Corneliium S.R.E. cardinalem, Patauij : typis sebastiani Sardi, 1649
- Vrbis Patauinae inscriptiones sacrae et prophanae quibus templorum & altarium exstructiones atque dedicationes: coenobiorum quoque aedificia: primorum iuxta xciuium, ac recentiorum familiae nomina, coniugia, & liberi, magistratus ac honores diuersi: doctorum praeterea omni disciplinarum genere in urbe atque Gymnasio Patauino clarissimorum, itemque principum, nobilium, & aduenarum, artificum praeterea insignium monumenta in lucem proferuntur a Iacobo Philippo Tomasino episcopo Aemoniae, Patauii : typis Sebastiani Sardi, 1649
- Bibliothecae Venetae manuscriptae publicae & priuatae quibus diuersi scriptores hactenus incogniti recensentur. Opera Iacobi Philippi Tomasini, Vtini : typis Nicolai Schiratti, 1650
- Vita del b. Giordano forzate priore di S. Benedetto in Padoua, scritta da monsignor Giacomo Filippo Tomasino, nella quale sommariamente si raccontano le sue attioni operate a pro della patria ne' tempi calamitosi di Eccellino, con la cronologia di quel monastero; il tutto aggiustato alle ragioni della vera historia, In Udine : appresso Nicolo Schiratti, 1650
- Vita della B. Beatrice della famiglia de prencipi d'Este il di cui corpo da quattrocento, e settanta due anni in circa intiero ancora si conserua nella chiesa interiore del venerando Monasterio di S. Sofia nella città di Padoua gia descritta da monsig. Giacomo Filippo Tomasini, et hora nouamente ristampata ad istanza della reuerendissima madre abbadessa suor Quieta Ottata nobile padouana, et di tutte le madri del sudetto monasterio, et dalla medeme dedicata all'eminentissimo, Gregorio cardinale Barbarigo, In Udine : per Nicolo Schiratti, 1652
- Gymnasium patavinum Iacobi Philippi Tomasini episcopi aemoniensis libris 5. comprehensum, Vtini : ex typographia Nicolai Schiratti, 1654
- Iacobi Philippi Tomasini, De donarijs ac tabellis votiuis liber singularis, Patauij : typis Pauli Frambotti bibl., 1654
- Relazione del sudore che mirabilmente per molti giorni mando fuori l'immagine di S. Filippo Nerio in Padoua l'anno 1632. All'eminentissimo Pietro Ottoboni cardinale di S. Chiesa, In Padova : per Gio Battista Pasquati, 1654
- Territorii Patauini inscriptiones sacrae et profanae quibus accesserunt omissae in primo volumine, ac nouiter positae, in lucem productae a Iacobo Philippo Tomasino, Patauii : typis Sebastiani Sardi, 1654
- Vita di s. Bouo caualier prouenzale. All'illustrissimo sig. Gio. Battista del Bouo nobile veronese, In Padoua : per Gio. Battista Pasquati, 1654
- Jac. Philippi Tomasini De tesseris hospitalitatis liber singularis, in quo jus hospitii universum, apud veteres potissimum, expenditur, Amstelodami : sumptibus Andreae Frisii, 1670